# مايومي أونو
مايومي أونو (باليابانية: 小野真弓؛ بالكانا: おの まゆみ) هي عارضة وتارينتو ومغنية وممثلة يابانية، ولدت في 12 مارس 1981 في ناغاره ياما في اليابان.

## وصلات خارجية
- الموقع الرسمي
- مايومي أونو على موقع IMDb (الإنجليزية)
- مايومي أونو على موقع ميوزك برينز (الإنجليزية)
- مايومي أونو على موقع قاعدة بيانات الفيلم (الإنجليزية)